# Deschampsia chinensis
Deschampsia chinensis là một loài thực vật có hoa trong họ Hòa thảo. Loài này được Y.Yabe mô tả khoa học đầu tiên năm 1915.